# Rankin Inlet
Rankin Inlet (inuktitut: ᑲᖏᕿᓂᖅ, Kangirliniq, "djup bukt") är med sina 2 842 invånare (år 2016) den näst största orten i det kanadensiska territoriet Nunavut, efter huvudstaden Iqaluit. Den är huvudort i Kivalliq-regionen och ligger i nordvästra Hudson Bay, nära Chesterfield Inlet och Arviat. Rankin Inlet Airport ligger nära orten.